# Cockscomb Buttress
Cockscomb Buttress (englisch für Hahnenkammpfeiler) ist ein markantes, isoliertes und 465 m hohes Felsmassiv im Süden von Coronation Island im Archipel der Südlichen Orkneyinseln. Er ragt 1,5 km nordwestlich des Echo Mountain am Ostufer der Norway Bight auf.
Die deskriptive Benennung nahm der Falkland Islands Dependencies Survey im Anschluss an Vermessungen im Jahr 1950 vor.